# أم 44 (مسلسل)
أم 44 هو مسلسل تلفزيوني كوميدي درامي كويتي سعودي أنتج عام 2025. من تأليف هبة مشاري حمادة وإخراج المثنى صبح. عُرض في شهر رمضان عام 1446 هـ (1 مارس 2025م). تدور القصة حول ثمانية زوجات خليجيات من جنسيات وثقافات مختلفة ومشاكلهن الزوجية والاجتماعية.

## الممثلون
- فاطمة الصفي [3]

بدور أم متصالحة مع نفسها، محبة لعائلتها، وأم لشباب في العشرينات من عمرهم رغم صغر سنها.
- إيمان الحسيني في دور مضاوي[3]

امرأة قوية وناجحة، متزوجة من رجل غيور، كان داعمًا لها في البداية لكنه بدأ يشعر بالخوف من استقلالها.
- سمية الخشاب [4]

بدور سيدة مصرية متزوجة من رجل خليجي تحلم بإنجاب صبي منه بعد أن أنجبت عدداً من البنات، تنشأ بينها الكثير من الخلافات الثقافية والعائلية، خاصة مع والدته.
- ميس كمر في دور دور خاتون[3]

امرأة غيورة جدًا على زوجها، فضولية وثرثارة لكنها تحمل قلبًا طيبًا.
- عبير أحمد في دور هند[3]

امرأة أنيقة من الطبقة المخملية، تعيش قصة حب مع شاب يصغرها سنًا، مما يضعها في مواقف صعبة.
- جومانا مراد في دور صباح[3]

امرأة شامية متزوجة من رجل سعودي، ولديها بنات منه، تعتني بشكل بالغ بأحفادها. يركز المسلسل على علاقتها بهن وعلاقاتها بصديقاتها الثماني.
- ليلى عبد الله [3]

مضيفة طيران، تتزوج بالسر من زميلها الذي يطلب منها تناول أقراص منع الحمل كي لا يتورط بأطفال منها.
- لولوة الملا في دور بثينة[3]
- هاشم نجدي [3]
- ميرال مصطفى في دور فرح[3]
- أحمد بيبر [3]
- شهاب حاجيه [3]
- حمد أشكناني [3]
- هاشم نجدي [3]
- هدى الخطيب (ممثلة إماراتية) في دور ام دحام [3]
- عزام النمري [3]
- أيمن مطهر [3]
- نايف خلف [5]
- شهاب جوهر [5]
- آمنة الزهراني
- خالد يسلم في دور الكابتن طارق

## روابط خارجية
- أم 44 على موقع قاعدة بيانات الأفلام العربية